# Wenn ich mich fürchte
Wenn ich mich fürchte ist ein deutscher Spielfilm aus dem Jahre 1984 von Christian Rischert mit Horst Buchholz als Mann in der Midlife-Crisis.

## Handlung
München in der Gegenwart. Robert Feldmann ist ein gutaussehender Mann in den „besten Jahren“, doch trotz seiner Erfolge schliddert der Künstler mitten in eine Lebenskrise. Seine Frau hat ihn verlassen, und für den alternden Mann, der sich allmählich seiner Endlichkeit bewusst wird, stellt sich auf einmal die Sinnfrage. Während Robert schwer an seinen Gedanken über das eigene Ich und seine Zukunft trägt, gern auch mal in Tränen ausbricht und daraufhin eine Italienreise zur Ablenkung plant (die dann unfallbedingt ausfällt), bemerkt er nicht, wie real die Lebenskrise eines guten Freundes von ihm, Theo Schuster, ist. Erst als dieser sich mit einem Sprung vom Turm in Oberwiesenfeld (beim Olympiagelände) das Leben nimmt, erwacht Robert aus seinem Kreislauf selbstreflektierender Betrachtungen, Spiegelungen und Selbstmitleid und beginnt zu erkennen, dass sein eigenes „Elend“ im Vergleich zu dem realen, in das der Freund hineingeraten war, vergleichsweise bedeutungslos ist. Diese Erkenntnis, das wird im Film offen gelassen, ist eine Chance für einen Neubeginn.

## Produktionsnotizen
Wenn ich mich fürchte entstand in der zweiten Jahreshälfte 1983 in Zusammenarbeit mit dem Bayerischen Rundfunk und wurde im August 1984 in Montreal im Rahmen eines Filmfestivals uraufgeführt. Die deutsche Premiere erfolgte am 19. Oktober 1984.
Winfried Hennig entwarf die Filmbauten, Stasi Kurz die Kostüme.

## Auszeichnung
Horst Buchholz erhielt für seine Darstellung das Filmband in Silber.

## Kritiken
Der Spiegel konstatierte eine neue Weinerlichkeit im deutschen Autorenfilm und schrieb: „Christian Rischert verschwendet Dutzende von Geschichtchen, statt eine spannend zu erzählen. Seine Dialoge sind aufgesetzt, schick ist der lange Jammer (105 Minuten) von Xaver Schwarzenberger photographiert.“
Im Lexikon des Internationalen Films heißt es: „Das Psychogramm eines Mannes in der Midlife-crisis wartet mit engagierten Analysen und intensiven Schauspielerleistungen auf, überlastet jedoch seine nicht immer tragfähige Dramaturgie mit einer Überfülle privater, sozialer und politischer Probleme, die nur oberflächlich abgehandelt werden.“
Cinema sah in dem Film „eine eher distanzierte, analytische Studie einer so genannten „Midlife-Crisis““ und folgerte: „Rischert zeigt uns Selbstmitleid und Weltschmerz, doch zur Identifikation lädt beides nicht ein — eher zur Reflexion, auch über unser eigenes Leben.“